# Chlamydosauromyces
Chlamydosauromyces — рід грибів родини Onygenaceae. Назва вперше опублікована 2002 року.

## Класифікація
До роду Chlamydosauromyces відносять 1 вид:
- Chlamydosauromyces punctatus